# アソシエ21
アソシエ21（あそしえにじゅういち）はかつて存在した左翼系知識人・活動家の交流団体。
1998年フォーラム90sの解散を受け、1999年4月25日創立。「資本主義批判の知的・文化的なイニシアティブと交流の場」（「参加のお願い」）となることが目的であった。創立記念大会を報道した東京新聞によれば、「資本主義批判・近代批判の研究・討論のホットな交流の場の同権的創出をめざす」などの会則を拍手で採択し、柄谷行人の講演がおこなわれた。伊藤誠、橋本盛作、古賀暹が創立発起人。創立時の会員は480名。一周年を報じた朝日新聞記事によれば、2000年4月時点の会員は650人、一周年の年次大会（2000年4月15日）では武者小路公秀、姜尚中の講演がおこなわれた。
その事業として、雑誌『季刊アソシエ』（御茶の水書房発行、後に半年刊となり『アソシエ』と改称）、月刊ニューズレターの発行、各種講座、研究会の開催がおこなわれた。活動拠点としてアソシエホールも開設された。『アソシエ』は解散まで22号、ニューズレターも毎月発行され、各種講座も維持された。ホームページも開設されたが、現在は消滅している。
アソシエ２１は五年を目標とした時限団体で、第二期まで続き2009年3月解散した。創立当初は地方組織としてアソシエ21関西も置かれたが、一部の会員はNew Associationist Movement（NAM）に流れ、自然消滅した。
後継団体として変革のアソシエが2009年4月創立された。機関誌は再び季刊化され関西アソシエも復活したが、支援団体の関西生コン労組が恐喝等の容疑で摘発されたことを受け、2019年以降活動が停滞している。